# بخش شتلرو
بخش شتلرو (به فرانسوی: Arrondissement de Châtellerault) یک بخش در فرانسه است که در وین واقع شده‌است.